# I nuovi barbari
I nuovi barbari (Noii barbari) (cunoscut și ca: The New Barbarians sau Warriors of the Wasteland; Războinicii pustiului) este un film italian postapocaliptic de acțiune din 1983 regizat de Enzo G. Castellari. Rolurile principale au fost interpretate de actorii Giancarlo Prete și George Eastman.

## Prezentare
În anul 2019, după un război nuclear, omenirea este redusă la câteva grupuri de oameni înfometați. O bandă nemiloasă denumită "Templierii" îi atacă în mod constant pe coloniști în încercarea de a extermina pe toată lumea pentru a curăța Pământul. Un fost templier, Scorpion, alături de aliații săi, împiedică masacrarea de către templieri a unei mici grupări de coloniști religioși. 

## Distribuție
- Giancarlo Prete - Scorpion, fost templier
- Fred Williamson - Nadir
- George Eastman - One
- Anna Kanakis - Alma
- Ennio Girolami - Shadow
- Venantino Venantini - Părintele Moses
- Massimo Vanni - Mako
- Giovanni Frezza - tânăr mecanic
- Iris Peynado - Vinya
- Andrea Coppola - prietenul lui Mako

## Producție
Filmările au avut loc în apropierea Romei la sfârșitul anului 1982. Când a vorbit despre 1990 - I guerrieri del Bronx, I nuovi barbari și Fuga dal Bronx, Castellari a declarat că cele trei filme au fost scrise și filmate în șase luni.  
Despre cascadoriile din film, Castellari a afirmat că a filmat fiecare scenă la trei viteze diferite: 24fps, 55 și 96. Castellari a declarat că acest lucru i-a permis să "editeze întreaga secvență într-un mod mai interesant și chiar arată mult mai impresionant și mai puternic decât este de fapt".

## Primire
A avut premiera la 7 aprilie 1983 în Italia. În SUA a fost lansat de New Line Cinema ca Warriors of the Wasteland în 1984.